# DIGIPASS

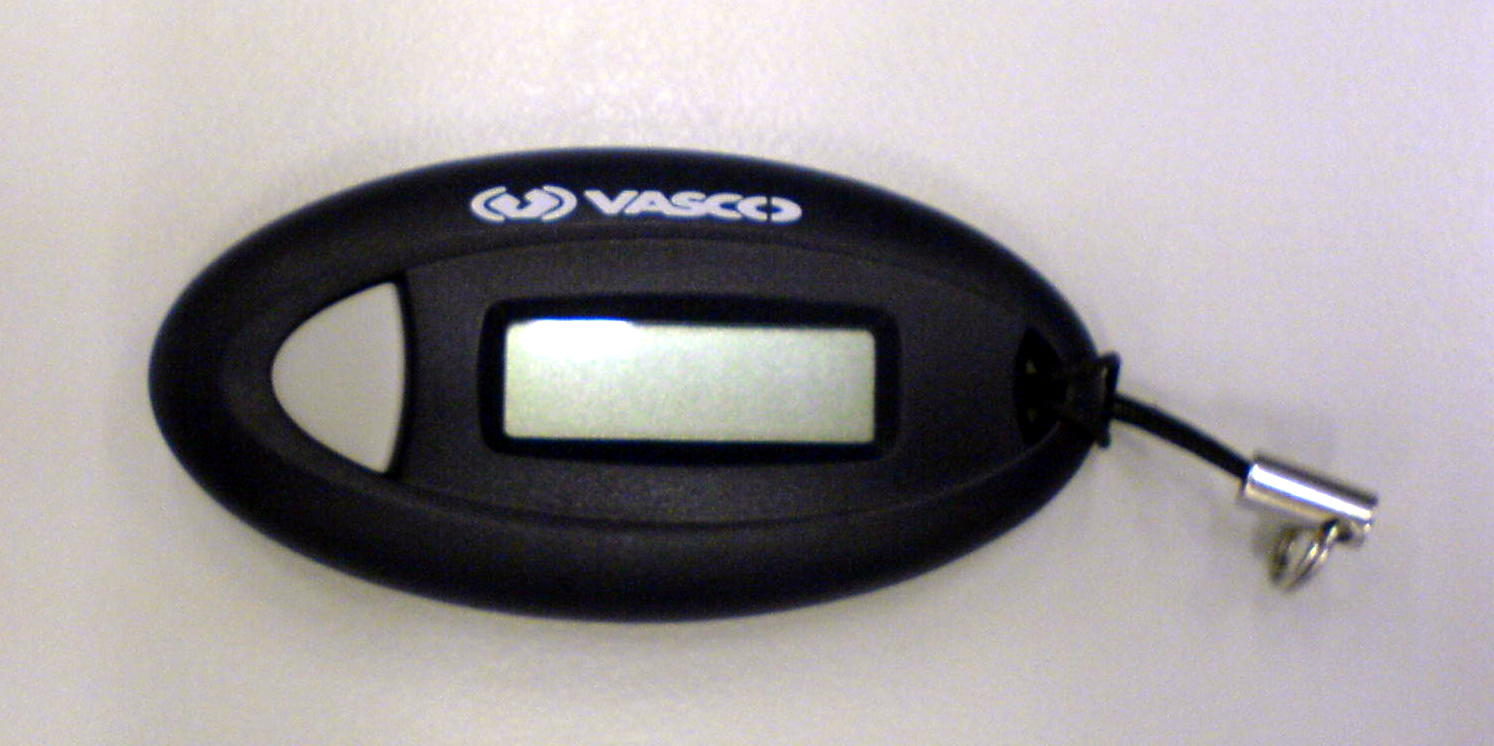
VASCO DIGIPASS Go3

DIGIPASS is de merknaam voor een token en andere authenticatieproducten en -diensten van het bedrijf OneSpan, een belangrijke leverancier van sterke authenticatie en diensten voor elektronische handtekeningen, gespecialiseerd in de beveiliging van toepassingen en transacties op het internet.
DIGIPASS wordt gebruikt voor tweefactorenauthenticatie, waarbij "iets wat je weet" (kennis) en "iets wat je bezit" worden gecombineerd om tot een hoger niveau van beveiliging te komen. Het meest wordt dit toegepast om toepassingen voor internetbankieren te beveiligen. Andere toepassingen zijn vooral te vinden in de financiële sector, enterprise-security, e-commerce en e-government.
Er bestaat een aantal types DIGIPASS, de grote groepen zijn:
- De GO-familie: dit zijn toestellen met slechts een knop
- De 3XX-familie: dit zijn toestellen met een volledig numeriek toetsenbord, waarmee een elektronische handtekening kan gemaakt worden.
- De 8XX-familie: dit zijn toestellen met een kaartlezer zoals de Random Reader.

Veel financiële instellingen maken tegenwoordig gebruik van een DIGIPASS. Bij diefstal of verlies dient dan ook de bank in kwestie onmiddellijk verwittigd te worden zodat deze geblokkeerd en onbruikbaar kan worden gemaakt.
Beveiliging wint ook terrein in game-industrie, zo kunnen World of Warcraft-spelers sinds midden 2008 een beroep doen op een extra beveiliging om in te loggen met een Blizzard Authenticator.

## Terminologie
Ook de termen digipas en digipass worden gebruikt voor bovenstaande of soortgelijke toestellen.

## Gebruik
Bij bijvoorbeeld ASN Bank is de ASN Digipas bij een deel van de klanten in gebruik. Er worden geen nieuwe meer verstrekt. De Digipas wordt vervangen door de app ASN Mobiel Bankieren en de browsercode, met methoden van inloggen en ondertekenen die hier kunnen worden gebruikt aangeduid met QR-code en browsercode.